# جسور مدينة قسنطينة
جسور مدينة قسنطينة (بالإنجليزية: The Bridges of Constantine)‏ تشتهر مدينة قسنطينة بجسورها المعلقة. تقع عمارة المدينة على صخرة الجرانيت القاسي يشقها وادي الرمال العميق. لذا أقيمت فيها عدة جسور لتسهيل التنقل منها:

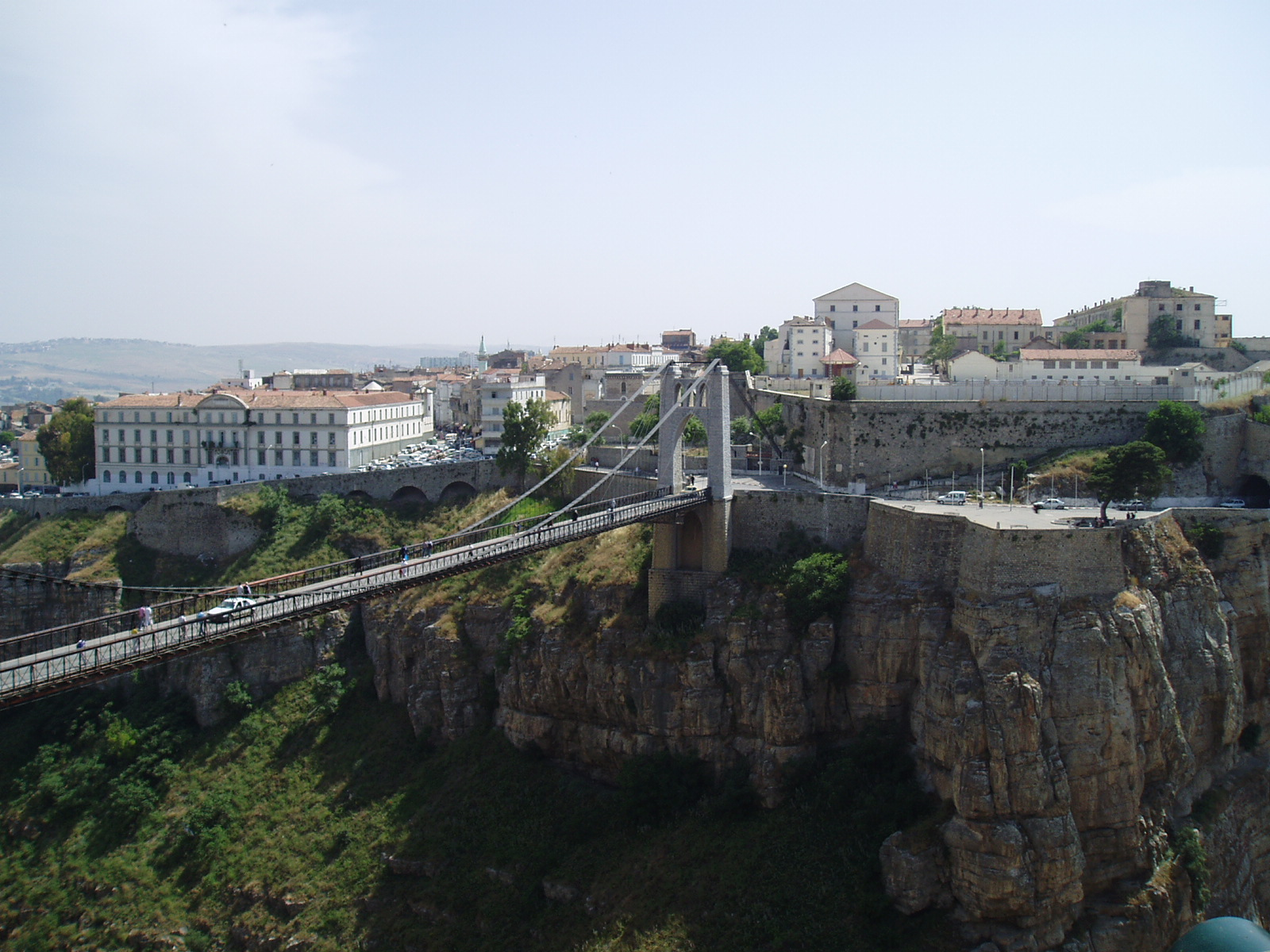

1. جسر صالح باي:هو جسر مدعوم بالكوابل يربط الجسر بين ضفتي وادي الرمل و ذلك انطلاقا من ساحة الأمم المتحدة إلى غاية سطح المنصورة بقلب مدينة الجسور المعلقة قسنطينة ثالث أهم مدن الجزائر. بدأ بنائه يوم 15 سبتمبر 2010 تحت إشراف المجمع البرازيلي أندرادي غوتيرز.
2. جسر باب القنطرة: تم بنائه في عهد الدولة العثمانية عام 1792 وهدمه الفرنسيون واستبدلوه بالجسر الحالي سنة 1863.
3. جسر سيدي راشد: ويحمله 27 قوسا، يبلغ قطر أكبرها 70م، ويقدر علوه بـ 105م، طوله 447م وعرضه 12م، بدأت حركة المرور به سنة 1912.
4. جسر سيدي مسيد: بناه الفرنسيون عام 1912 ويسمى أيضا بالجسر المعلق، يقدر ارتفاعه بـ175م وطوله 168، وهو أعلى جسور المدينة.
5. جسر ملاح سليمان: هو ممر حديدي خصص للراجلين فقط ويبلغ طوله 125م وعرضه مترين ونصف، وهو يربط بين شارع محطة السكك الحديدية ووسط المدينة.
6. جسر مجازن الغنم: هو امتداد لشارع رحماني عاشور، ونظرا لضيقه فهو أحادي الاتجاه.
7. جسر الشيطان: جسر صغير يربط بين ضفتي وادي الرمال ويقع في أسفل الأخدود.
8. جسر الشلالات: يوجد على الطريق المؤدي إلى المسبح ويعلو الجسر مياه وادي الرمال التي تمر تحته مكونة شلالات، وبني عام 1928.
9. جسر بومرزوق: يعلو مياه واد بومرزوق. يتكون من حوالي 28 قوسا، يربط بين حي بومرزوق و شعبة الرصاص.